# Stazione di Macerata
La stazione di Macerata è la principale stazione ferroviaria a servizio della città marchigiana. È posta sulla linea Civitanova Marche–Fabriano.
La gestione degli impianti è affidata a Rete Ferroviaria Italiana (RFI) società del gruppo Ferrovie dello Stato.

## Strutture ed impianti

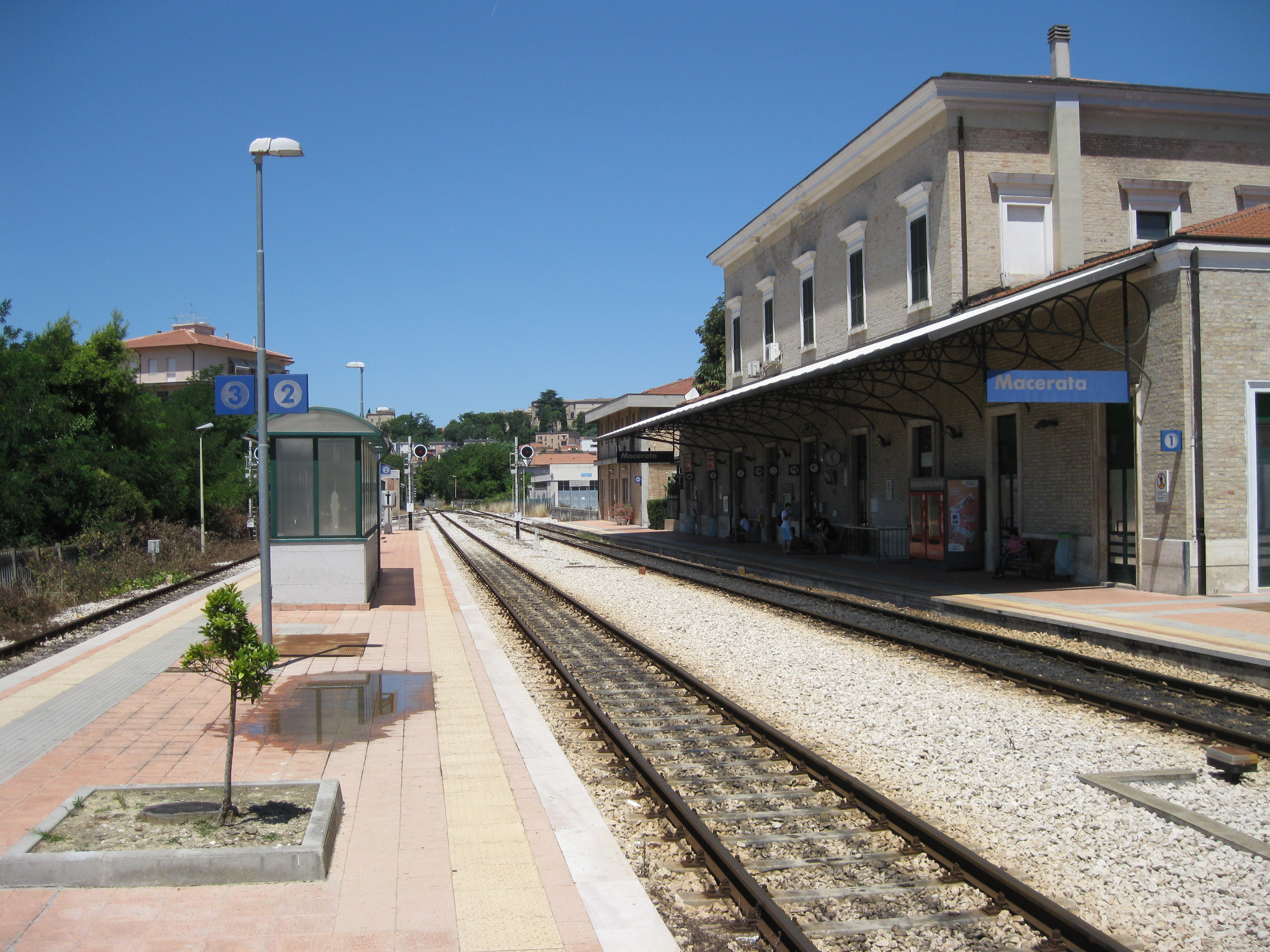
Il piazzale binari

Il fabbricato viaggiatori si sviluppa su due livelli: il primo piano è chiuso, mentre il piano terra ospita i servizi per i viaggiatori come la biglietteria e la sala d'attesa.
Adiacenti al fabbricato principale si sviluppano simmetricamente due corpi minori ad un solo piano dove ci sono il bar e l'edicola.
È presente un grosso scalo merci con annesso magazzino presso la banchina del binario 1; il magazzino è molto simile a quelli delle stazioni italiane: è una costruzione piuttosto lunga, in mattoni con il tetto spiovente. Il servizio merci non è più espletato tanto che lo scalo oggi è l'autostazione.
Sono presenti altri due fabbricati staccati ai lati opposti della banchina del primo binario entrambe a due livelli che ospitano i locali di servizio.
Il piazzale si compone di tre binari tutti serviti da banchina ma solamente il binario 1 è coperto da una pensilina. Tutti i binari sono collegati fra loro da un sottopassaggio. 
Il binario 1 viene usato per le precedenze fra i treni che accadono piuttosto spesso dato che la linea in cui si trova la stazione è a binario unico, il binario 2 è di corsa infine il binario 3 viene adoperato per i treni che hanno come capolinea Macerata.
La stazione è stata ristrutturata nel 2010. Gli interventi hanno previsto: adeguamento delle banchine agli standard metropolitani (ad altezza 55 cm) rendendo più facile e comodo l'imbarco, nuova pavimentazione delle banchine, lucidatura pavimentazione atrio-biglietteria, realizzazione controsoffitti, manutenzione infissi, incremento del sistema di illuminazione interno e inserimento di un nuovo sistema di illuminazione esterno, pulizia dei rivestimenti della facciata e ripristino della pensilina in legno, adeguamento a norma degli impianti tecnologici esistenti, installazione di percorsi tattili per ipovedenti, rifacimento dei servizi igienici e la realizzazione di una pensilina in vetro che protegge l'accesso ai servizi stessi. Il costo dei lavori è stato di 300'000€.

## Servizi
La stazione dispone di:
- Biglietteria a sportello: aperta dal lunedì al sabato dalle 6.15 alle 19.45, chiusa la domenica[2].
- Biglietteria automatica attiva 24/24h.
- Sottopassaggio.
- Ascensori
- Accessibilità portatori di handicap
- Bar.
- Edicola.
- Servizi igienici.
- Parcheggio bici
- Capolinea autolinee
- Sala di attesa

## Movimento

### Passeggeri
Nel 2010, lo scalo marchigiano risultava frequentato da circa 900.000 utenti.
La stazione ha in orario 43 treni al giorno, tutti regionali per Ancona, Civitanova e Fabriano.

### Merci
Il servizio merci non è più effettuato.